# Yenikənd (Salyan)
Yenikənd o anche Ashagi Khalaj, è un comune dell'Azerbaigian situato nel distretto di Salyan. Conta una popolazione di 2 110 abitanti.